# 분노의 질주: 라이드 오어 다이
분노의 질주: 라이드 오어 다이(영어: Fast X)는 2023년 개봉한 미국의 액션 영화이다. 영화 '분노의 질주' 시리즈의 열 번째 작품이다.

## 줄거리
“ 아무리 빨리 달려도 과거를 앞지를 순 없다. ”
돔(빈 디젤)과 그의 패밀리 앞에 나타난 운명의 적 단테(제이슨 모모아).
과거의 그림자는 돔의 모든 것을 파괴하기 위해 달려온다.
단테에 의해 산산히 흩어진 패밀리들은 모두 목숨을 걸고 맞서야 하는 함정에 빠지고 마는데...
달리거나 죽거나, 그들의 마지막 질주가 시작된다!

## 출연진
- 빈 디젤 - 도미닉 토레토 역
- 미셸 로드리게스 - 레티 오티즈 역
- 제이슨 모모아 - 단테 레예스 역
- 타이리스 깁슨 - 로먼 피어스 역
- 루다크리스 - 테즈 파커 역
- 내털리 이매뉴얼 - 램지 역
- 조대나 브루스터 - 미아 토레토 역
- 존 시나 - 제이컵 토레토 역
- 성 강 - 한 루 역
- 다니엘라 멜시오르 - 이자베우(이사벨) 역
- 앨런 리치슨 - 에임스 요원 역
- 샤를리즈 테론 - 사이퍼 역
- 브리 라슨 - 테스 역
- 스콧 이스트우드 - 리틀 노바디 역
- 제이슨 스테이섬 - 데커드 쇼 역
- 헬렌 미렌 - 막달레나 "퀴니" 쇼 역
- 리타 모레노 - 아부엘리타 토레토 역
- 리오 아벨로 페리 - 브라이언 네베스토레토 역
- 조아킹 드 알메이다 - 에르난 레예스 역
- 루이스 다 실바 주니어 - 지오구(디오고) 역
- 피트 데이비드슨 - 보이 역
- 메도 워커 - 승무원 역
- 마이클 어비 - 지지 역(회상 영상)
- 폴 워커 - 브라이언 오코너 역(회상 영상)
- 갤 가돗 - 지젤 야샤 역
- 드웨인 존슨 - 루크 홉스 역